# José Almaraz
José Luis Almaraz (Jujuy, 29 de febrero de 1980) es un futbolista argentino que se desempeña como volante. Su último equipo es Tiro y Gimnasia de la ciudad de San Pedro.

## Logros
| Título                     | Club                     | País      | Año  |
| -------------------------- | ------------------------ | --------- | ---- |
| Torneo Apertura            | Newell's Old Boys        | Argentina | 2004 |
| Torneo Apertura            | Club Bolívar             | Bolivia   | 2006 |
| Liga de Veteranos (Perico) | El Milagro F.C. (Perico) | Argentina | 2022 |

## Clubes
| Club                        | País      | Año         |
| --------------------------- | --------- | ----------- |
| Gimnasia y Esgrima (Jujuy)  | Argentina | 1997-2003   |
| Newell's Old Boys           | Argentina | 2004        |
| San Martín (Mendoza)        | Argentina | 2004 - 2005 |
| Gimnasia y Esgrima (Jujuy)  | Argentina | 2005        |
| Club Bolívar                | Bolivia   | 2006        |
| Club Atlético Central Norte | Argentina | 2006-2007   |
| Almagro                     | Argentina | 2007        |
| Club Sportivo Patria        | Argentina | 2008        |
| All Boys                    | Argentina | 2008        |
| El Porvenir                 | Argentina | 2009        |
| Club Altos Hornos Zapla     | Argentina | 2010-2011   |
| Club Aurora                 | Bolivia   | 2011        |
| Tiro y Gimnasia (San Pedro) | Argentina | 2013-2014   |
| El Milagro F.C. (Perico)    | Argentina | 2018-2022   |